# Intermédio Tardio (Peru)

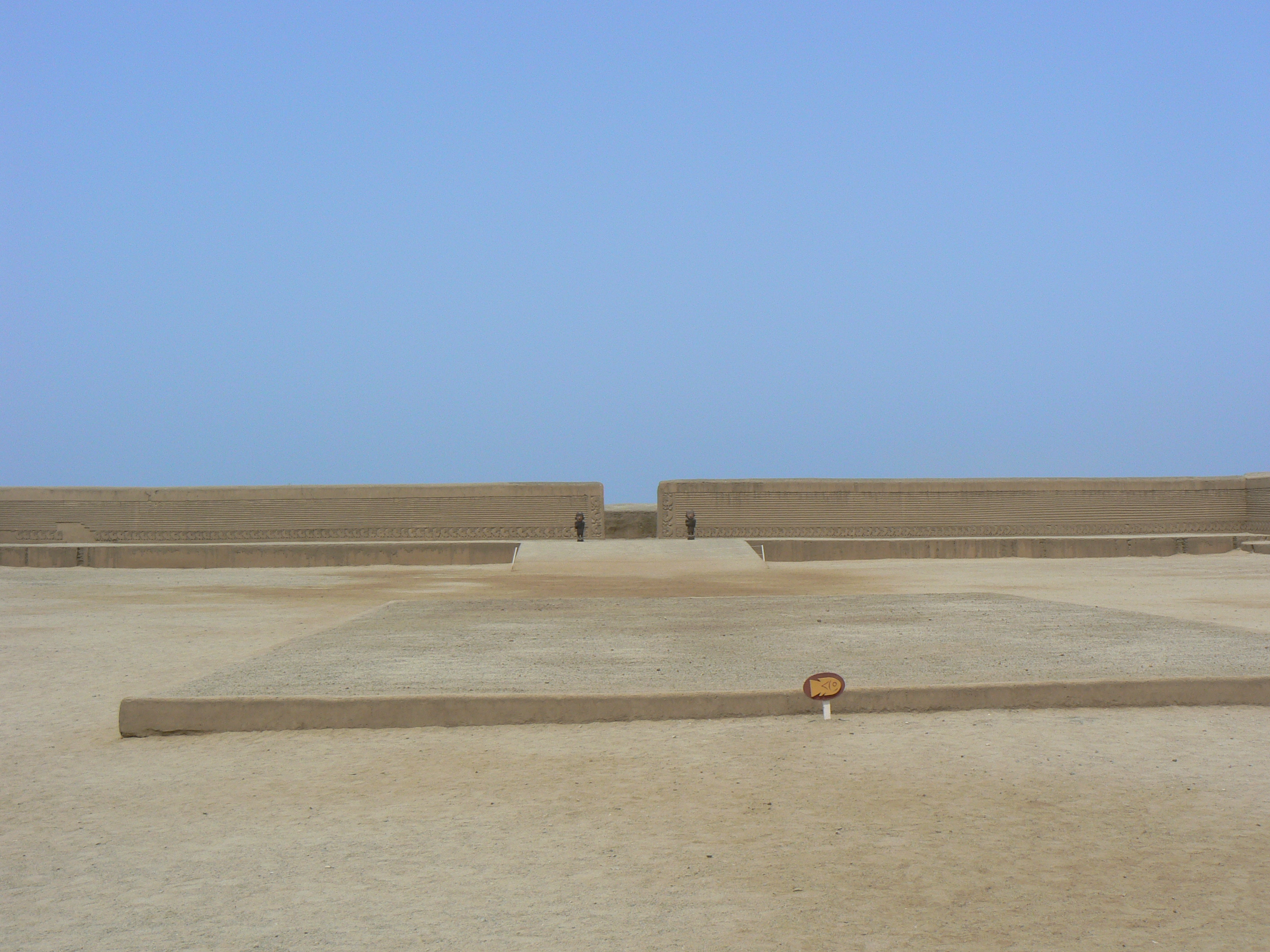
Vista parcial do Palácio de Nik An en Chan Chan, a capital do Reino Chimú.

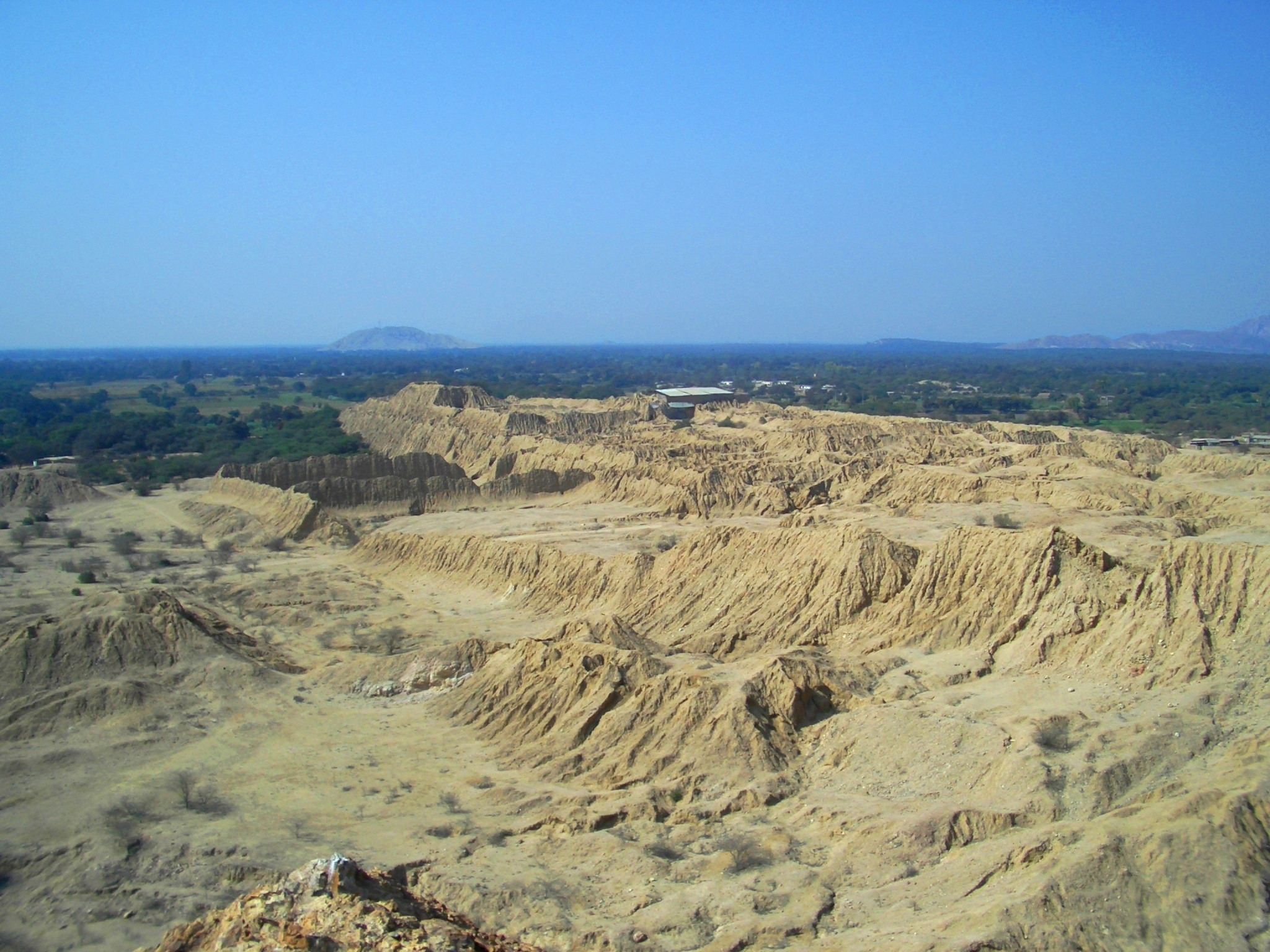
Huaca Larga en Túcume, última capital do Reino Sican en sua fase tardia.

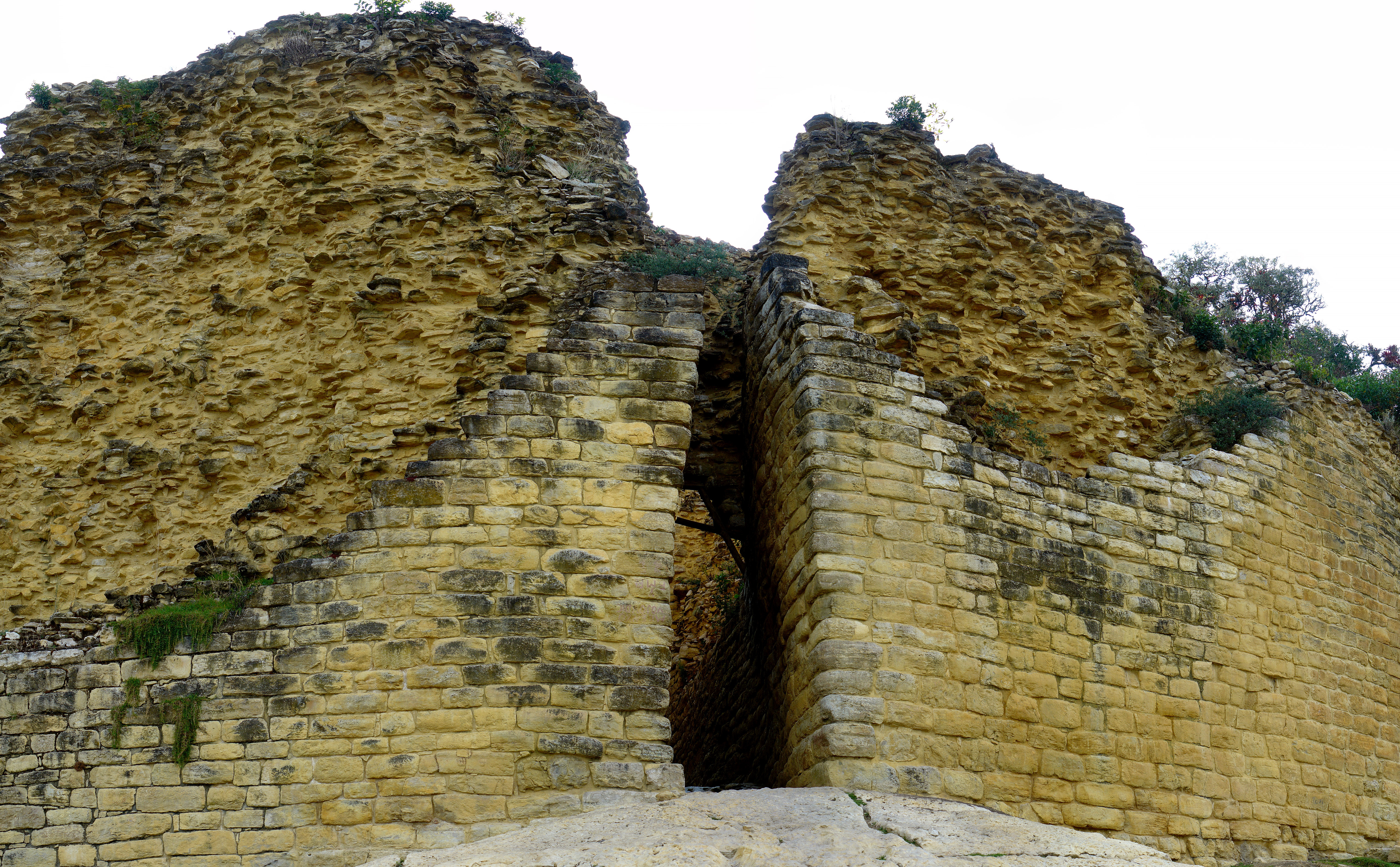
Entrada principal de Kuelap, capital da confederação chachapoya.

Segundo a periodização de John Rowe, o Intermédio Tardio (ou  Período Intermediário Tardio ) é um período da história pré-colombiana da Região Andina Central entre o Horizonte Médio e o Horizonte Tardio, a cronologia mais aceita fixa este período entre 1000 e 1476.
O Intermédio Tardio é caracterizado pela presença de numerosas culturas e civilizações que surgiram após a decadência do Império de Tiauanaco-Huari que tinham monopolizado o controle da região ao longo do Horizonte Médio; estudos históricos e arqueológicos revelam, nesta fase, um grande florescimento de diferentes expressões artísticas e culturais, o que pode indicar a ascensão em toda a área de inúmeros estados regionais, pequenos reinos e cacicados (Curacados) . Entre as culturas mais importantes do período incluem as culturas costeiras Sican , Chimu e Chincha; e as culturas andinas Chachapoya , Chancay , Huayla , Colla e Lupaca.
O Intermédio Tardio termina  com a expansão do Império Inca iniciada com a vitória dos Incas, dirigido pelo auqui (príncipe incaico) Pachacuti, sobre os Chancas ocorrida na batalha de Yahuarpampa .

## Denominações e Cronologia
A fim de dividir a história pré-colombiana da região andina em períodos, o arqueólogo norte-americano John Howland Rowe propôs em 1962 uma cronologias que previa a adoção de três diferentes Horizontes, cada um deles caracteriza-se de acordo com os arqueólogos por uma forte hegemonia inter-cultural, intercalada por dois períodos Intermédios, onde assistiríamos ha um desenvolvimento de variadas culturas e civilizações com expansão territorial limitada. O mais recente destes dois períodos foi identificado como que seguindo o declínio do Império de Tiauanaco-Huari e a ascensão do Império Inca.
Desenvolvido posteriormente em conjunto com Dorothy Menzel em 1967, o padrão cronológico Rowe-Menzel colocava o início do Intermédio Tardio em 900. Este padrão é aceito com algumas exceções, principalmente por parte de estudiosos que lidam com culturas costeiras que se tornaram independentes dos Huari. A data de início do período mais comumente aceita hoje é o ano 1000, enquanto o final deste período é geralmente aceito como 1450  Já alternativa cronológica escala proposta pelo arqueólogo peruano Luis G. Lumbreras fornece uma fase semelhante entre 1100 e 1430, chamada de "Período dos Estados Regionais".

#### Denominações
| O Intermédio Tardio pode ser conhecido por outros nomes como: |
| ------------------------------------------------------------- |
| Segundo Intermédio                                            |
| Estados Regionais Tardios                                     |
| Período dos Reinos e Senhorios                                |
| Etapa de Alta Cultura II-D                                    |
| Confederações Regionais                                       |
| Regionalismos                                                 |

#### Propostas
| Autor             | Denominação               | Cronologia  |
| ----------------- | ------------------------- | ----------- |
| Rowe-Menzel       | Intermedio Tardío         | 900 - 1476  |
| Edward P. Lanning | Intermedio Tardío         | 1000 - 1476 |
| Luis G. Lumbreras | Estados Regionais         | 1200 - 1430 |
| Rogger Ravines    | Intermedio Tardío         | 1000 - 1430 |
| Danielle Lavallée | Estados Regionais Tardios | 1100 - 1476 |

#### Acordo
| Cronologia  | Inicio                 | Término                                                                            |
| ----------- | ---------------------- | ---------------------------------------------------------------------------------- |
| 1000 - 1430 | Queda do Império Huari | Vitória do Curacado de Cuzco sobre os Chancas, ocorrida na batalha de Yahuarpampa. |

## Características do período
Não se sabe ao certo as circunstâncias do colapso do  Império de Tiauanaco, que ocorreu por volta do ano 1000; entre as hipóteses propostas para explicar o fenômeno incluem as alterações climáticas ocorridas no período  , ou se foi por causa de uma explosão de rebeliões buscando a independência dentro da área controlada.. O Império Huari sofreu o mesmo destino em um período muito rápido; sua queda ocorreu por uma série de causas complexas, mas estudos arqueológicos desenvolvidos perto da capital parecem indicar uma forte presença de episódios de violência no período de declínio da civilização e de hegemonia cultural.
A queda destas duas civilização dominantes, estruturadas de fato como impérios, deu lugar à formação de muitas e variadas culturas que, por vezes, atingiram o tamanho de estados, enquanto que na maioria das circunstâncias formaram pequenos reinos ou curacados e que as vezes se unificavam em confederações. O cronista indígena Felipe Guaman Poma de Ayala chama esse período de runa awqa , que é o período dos soldados, em que todos declararam guerra contra todos.
O Intermédio Tardio viu o apogeu da Cultura Sican no norte da costa peruana, onde provavelmente permanecera fora da esfera de influência dos Huari, e que posteriormente foi incorporada  expansão do Reino Chimu , que se tornará em séculos posteriores o antagonista mais feroz do Império Inca. Na costa sul se desenvolveu a civilização Chincha , cujos líderes realizaram uma aliança com o recém nascido Tahuantinsuyo , de modo a receber privilégios como também testemunhou as crônicas de Pedro Cieza de León . Na serra andina se desenvolveram outras civilizações que pertencem a esse período, entre outras, a última fase da cultura Cajamarca , os Huaylas , os Huamachuco , os Chinchaycocha , os Wanka , os Colla e os Lupaca . Em Cusco os Ayarmaca precederam os Incas no domínio do planalto, enquanto na costa central se desenvolveram as culturas dos Chancay e dos Isma ..
O Intermédio Tardio termina com a expansão imperial da região devido ao impulso do Inca Pachacuti , que ascendeu ao trono em 1438. O próximo período, o chamado Horizonte Tardio ou Horizonte Inca, é caracterizado pela hegemonia da última potência antes da colonização espanhola e é o mais curto período da história peruana antiga.
| Principais características                     |
| ---------------------------------------------- |
| Etapa das confederações.                       |
| Desenvolvimento das grandes urbes da América.  |
| Grande desenvolvimento artesanal.              |
| Desenvolvimento comercial.                     |
| Especialização do Quipu (Quipu especializado). |

## Principal Estado
| Estado      | Capital   | Localização                    | Cronologia | Observações                                                |
| ----------- | --------- | ------------------------------ | ---------- | ---------------------------------------------------------- |
| Reino Chimu | Chan Chan | Costa norte dos Andes centrais | -          | Foi o Estado pré-colombiano mais poderoso da costa andina. |

## Outros Estados
| Estado                           | Capital        | Localização                                        | Cronologia  | Observações                                  |
| -------------------------------- | -------------- | -------------------------------------------------- | ----------- | -------------------------------------------- |
| Reino Sican                      | Túcume         | Costa norte dos Andes centrais: Piura e Lambayeque | -           | No século XIV foi absorbido pelo Reino Chimu |
| Curacado de Tallán               | -              | Costa norte dos Andes centrais: Piura              | -           | -                                            |
| Curacado de Ayabaca              | -              | -                                                  | -           | -                                            |
| Curacado de Huancabamba          | -              | -                                                  | -           | -                                            |
| Reino de Cajamarca               | Tantarica      | Serra do norte peruana: Cajamarca                  | -           | -                                            |
| Confederação Chachapoya          | Kuelap         | sul da região Amazonas e noroeste de San Martín    | -           | -                                            |
| Curacado de Conchuco             | -              | -                                                  | -           | -                                            |
| Curacado de Huacrachuco          | -              | -                                                  | -           | -                                            |
| Senhorio de Huaylas              | -              | na Província Huaylas na região de Ancash.          | -           | -                                            |
| Curacado de Huamali              | -              | na Província de Huamalíes na região de Huánuco     | -           | -                                            |
| Reino Huanuco                    | Huánuco Pampa  | na Província de Huánuco na região de Huánuco       | -           | -                                            |
| Senhorio de Chupacho             | -              | -                                                  | -           | -                                            |
| Curacado de Yachas               | -              | -                                                  | -           | -                                            |
| Curacado de Quero                | -              | -                                                  | -           | -                                            |
| Senhorio de Chancay              | -              | Costa central dos Andes centrais: Lima             | -           | -                                            |
| Senhorio de Yauyos               | -              | na Província de Yauyos na Região de Lima           | -           | -                                            |
| Senhorio de Collique             | -              | -                                                  | -           | -                                            |
| Senhorio de Ichma                | -              | Costa central dos Andes Centrais: Lima             | -           | -                                            |
| Senhorio de Huarco               | -              | -                                                  | -           | -                                            |
| Senhorio de Taruma               | -              | -                                                  | -           | -                                            |
| Senhorio de Huanca               | Siquillapucará | -                                                  | -           | -                                            |
| Confederação Chanca              | -              | -                                                  | -           | -                                            |
| Senhorio de Chincha              | La Centinela   | -                                                  | -           | -                                            |
| Senhorio de Sora                 | -              | -                                                  | -           | -                                            |
| Senhorio de Pocra                | -              | -                                                  | -           | -                                            |
| Curacado de Cuzco                | Cuzco          | -                                                  | 1197 – 1438 | -                                            |
| Senhorio de Parinacochas         | -              | -                                                  | -           | -                                            |
| Senhorio de Chuquibamba          | -              | -                                                  | -           | -                                            |
| Senhorio de Churajón             | -              | -                                                  | -           | -                                            |
| Senhorio de Chiribaya            | -              | -                                                  | -           | -                                            |
| Senhorio de Chuquibamba          | -              | -                                                  | -           | -                                            |
| Estados Aimaras: Reinos Collas:  |                |                                                    |             |                                              |
| Senhorio de Cahuana              | -              | -                                                  | -           | -                                            |
| Senhorio de Canas                | -              | -                                                  | -           | -                                            |
| Senhorio de Canchis              | -              | -                                                  | -           | -                                            |
| Senhorio de Collagua             | -              | -                                                  | -           | -                                            |
| Reino Colla                      | Hatuncolla     | -                                                  | -           | -                                            |
| Reino Omasuyo                    | -              | -                                                  | -           | -                                            |
| Estados Aimaras: Reinos Aimaras: |                |                                                    |             |                                              |
| Reino Lupaca                     | -              | -                                                  | -           | -                                            |
| Senhorio de Caracara             | -              | -                                                  | -           | -                                            |
| Senhorio de Llacxa               | -              | -                                                  | -           | -                                            |
| Reino Pacaje                     | -              | -                                                  | -           | -                                            |
| Senhorio de Caranga              | -              | -                                                  | -           | -                                            |
| Senhorio de Charca               | -              | -                                                  | -           | -                                            |

## Estados pré-Incaicos Contemporâneos
| Estado                                               | Capital | Localização | Cronologia | Observações |
| ---------------------------------------------------- | ------- | ----------- | ---------- | ----------- |
| Curacado de Pasto                                    | -       | -           | -          | -           |
| Confederação Omaguaca                                | -       | -           | -          | -           |
| Confederação Atacameño                               | -       | -           | -          | -           |
| Confederação Diaguita                                | -       | -           | -          | -           |
| Confederação Picunche                                | -       | -           | -          | -           |
| Curacado de Palta                                    | -       | -           | -          | -           |
| Senhorio de Manta-Huancavilca                        | -       | -           | -          | -           |
| Senhorio Cañari                                      | -       | -           | -          | -           |
| Confederação Caranqui-Quitu, cujos integrantes eram: |         |             |            |             |
| Senhorio de Quitu                                    | -       | -           | -          | -           |
| Senhorio de Caranqui-Cayambe                         | -       | -           | -          | -           |
| Curacado Yumbo                                       | -       | -           | -          | -           |
| Curacado de Panzaleo                                 | -       | -           | -          | -           |
| Curacado de Puruhá                                   | -       | -           | -          | -           |

## Governante Principal
- Manco Capac, fundador da dinastia incaica.

## Outros governantes
- Tacaynamo, fundador da dinastia chimú.
- Ñancen Pinco, estendeu os domínios chimús até os Andes.
- Minchacaman, conquistador chimú levou seu reino até a máxima extensão.
- Sinchi Roca, primeiro chefe incaico proclamado.
- Lloque Yupanqui, primer curaca do Curacado de Cuzco
- Inca Roca, primeiro Inca do Curacado de Cuzco
- Anco Vilca, chefe chanca que liderou suas forças armadas contra os incas.
- Asto Huaraca, general chanca que se enfrentou os incas na Batalha de Yahuarpampa.
- Tomay Huaraca, general chanca que participou da Batalha de Yahuarpampa.